# Niwot
Niwot és una concentració de població designada pel cens dels Estats Units a l'estat de Colorado. Segons el cens del 2000 tenia 4.160 habitants.

## Demografia
Segons el cens del 2000, Niwot tenia 4.160 habitants, 1.502 habitatges, i 1.094 famílies. La densitat de població era de 396,6 habitants per km².
Dels 1.502 habitatges en un 40,8% hi vivien nens de menys de 18 anys, en un 65% hi vivien parelles casades, en un 5,9% dones solteres, i en un 27,1% no eren unitats familiars. En el 21,4% dels habitatges hi vivien persones soles el 3,3% de les quals corresponia a persones de 65 anys o més que vivien soles. El nombre mitjà de persones vivint en cada habitatge era de 2,66 i el nombre mitjà de persones que vivien en cada família era de 3,15.
Per edats la població es repartia de la següent manera: un 28,5% tenia menys de 18 anys, un 4,8% entre 18 i 24, un 29,5% entre 25 i 44, un 31,3% de 45 a 60 i un 5,9% 65 anys o més.
L'edat mediana era de 40 anys. Per cada 100 dones de 18 o més anys hi havia 103,3 homes.
La renda mediana per habitatge era de 86.914 $ i la renda mediana per família de 100.120 $. Els homes tenien una renda mediana de 81.813 $ mentre que les dones 39.279 $. La renda per capita de la població era de 39.943 $. Entorn del 2,5% de les famílies i el 5,6% de la població estaven per davall del llindar de pobresa.

## Poblacions més properes
El següent diagrama mostra les poblacions més properes.